# Phillips County, Montana
Phillips County är ett administrativt område i delstaten Montana, USA, med 4 253 invånare. Den administrativa huvudorten (county seat) är Malta.

## Geografi
Enligt United States Census Bureau har countyt en total area på 13 499 km². 13 310 km² av den arean är land och 189 km² är vatten.

### Angränsande countyn
- Blaine County, Montana - väst
- Fergus County, Montana - sydväst
- Petroleum County, Montana - syd
- Garfield County, Montana - sydost
- Valley County, Montana - öst
- gränsar mot den kanadensiska provinsen Saskatchewan i norr

### Orter
- Dodson
- Malta (huvudort)
- Saco
- Whitewater
- Zortman